# Championnat de Somalie de football 2013-2014
Navigation
Edition précédente Edition suivante
La saison 2013-2014 du Championnat de Somalie de football est la 41e édition du championnat de première division nationale. Les huit clubs engagés sont regroupés au sein d'une poule uniquem où ils s'affrontent à deux reprises au cours de la saison. A l'issue du championnat, afin de permettre le passage du championnat à dix équipes, il n'y a aucun club relégué et les deux meilleurs clubs de deuxième division sont promus.
C'est le Banaadir Sports Club qui remporte la compétition cette saison après avoir terminé en tête du classement final, avec six points d'avance sur le double tenant du titre, Elman Football Club et dix sur Heegan Football Club. Il s'agit du cinquième titre de champion de Somalie de l'histoire du club.

## Participants
- Elman Football Club
- Savana FC - Promu de Second Division
- Banaadir Sports Club
- Horsed Football Club
- LLPP Jeenyo
- Dekedaha Football Club
- Gaadiidka FC - Promu de Second Division
- Heegan Football Club

## Compétition

### Classement
Le classement est établi sur le barème de points classique (victoire à 3 points, match nul à 1, défaite à 0). Pour départager les égalités, on tient d'abord compte de la différence de buts générale, puis du nombre de buts marqués, puis des confrontations directes.
| Rang | Équipe                 | Pts | J  | G  | N | P  | Bp | Bc | Diff |
| ---- | ---------------------- | --- | -- | -- | - | -- | -- | -- | ---- |
| 1    | Banaadir Sports Club   | 34  | 14 | 10 | 4 | 0  | 34 | 13 | +21  |
| 2    | Elman Football ClubT   | 28  | 14 | 8  | 4 | 2  | 34 | 17 | +17  |
| 3    | Heegan Football Club   | 24  | 14 | 7  | 3 | 4  | 26 | 20 | +6   |
| 4    | LLPP JeenyioC          | 23  | 14 | 6  | 5 | 3  | 23 | 15 | +8   |
| 5    | Horsed Football Club   | 17  | 14 | 4  | 5 | 5  | 26 | 28 | -2   |
| 6    | Gaadiidka FCP          | 12  | 14 | 3  | 3 | 8  | 18 | 25 | -7   |
| 7    | Dekedaha Football Club | 12  | 14 | 3  | 3 | 8  | 13 | 22 | -9   |
| 8    | Savana FCP             | 4   | 14 | 1  | 1 | 12 | 11 | 45 | -34  |

|  | Qualification pour la Coupe Kagame inter-club 2014                                    |
|  | T : Tenant du titre C : Vainqueur de la Coupe de Somalie P : Promu de Second Division |

## Bilan de la saison
| Championnat de Somalie de football 2013-2014 |                                 |
| Champion                                     | Banaadir Sports Club (5e titre) |
| Coupes et trophées                           |                                 |
| Vainqueur de la Coupe de Somalie 2013-2014   | LLPP Jeenyio                    |
| Qualifications continentales                 |                                 |
| Ligue des champions de la CAF 2015           | Aucun                           |
| Coupe de la confédération 2015               | Aucun                           |
| Coupe Kagame inter-club 2014                 | Banaadir Sports Club            |
| Promotions et relégations                    |                                 |
| Promus en First Division                     | Sahafi FC                       |
| Promus en First Division                     | SomaliFruit FC                  |
| Relégués en Second Division                  | Aucun                           |